# ペンネ・アラ・ウォッカ
ペンネ・アラ・ウォッカ (Penne alla vodka) はペンネとウォッカを使用して作られるパスタ料理である。通常はペンネとウォッカのほかにヘビークリーム、刻んだトマトとタマネギが使用され、稀にソーセージやパンチェッタ、エンドウが使用されることもある。
ペンネ・アラ・ウォッカは、それがディスコの顧客にも提供され始めた1980年代頃にイタリアとアメリカ合衆国で非常に人気となった。ペンネ・アラ・ウォッカは当時のおしゃれな料理の象徴となり、最初のコースではクリームの使用が好まれた。今日でもペンネ・アラ・ウォッカはイタリア系アメリカ料理の代表格となっている。

## 歴史
ペンネ・アラ・ウォッカの正確な起源は不明である。
パスタ料理においてウォッカを最初に使用したのは、1974年に有名なイタリアの俳優ウーゴ・トニャッツィが発行した料理書『L'Abbuffone』の中で紹介されたアラビアータの一種であるペンネ・アッリンフリエイトである。使用材料はペンネ0.5キログラム、0.5キログラムの新鮮なトマト、ウォッカ、チリペッパー、油、ニンニク、月桂樹の葉であった。また、トニャッツィはポーランド製のウォッカを使用する場合チリペッパーの使用を省略することができるとも示唆している。
ペンネ・アラ・ウォッカの発明に対しては複数の主張がある。『The Ultimate Pasta Cookbook』の著者パスクアーレ・ブルーノ・ジュニアによるとペンネ・アラ・ウォッカはイタリアのボローニャにあるレストラン「ダンテ」が発祥であるとされている。他の調理技術の歴史研究家は、コロンビア大学を卒業したジェームズ・ドーティをペンネ・アラ・ウォッカの発明者として認めている。
料理書『Williams Sonoma Essentials of Italian』には、ペンネ・アラ・ウォッカは1980年代にイタリアで自社製品を普及させたいウォッカ会社のためにローマ人シェフによって発明されたと書かれている。バーバラ・カフカは、彼女の著書 『Food for Friends』の中でペンネ・アラ・ウォッカは1980年代初頭にアメリカで流行する前の時点で既にイタリアでは一般的な料理となっていたと書いている。

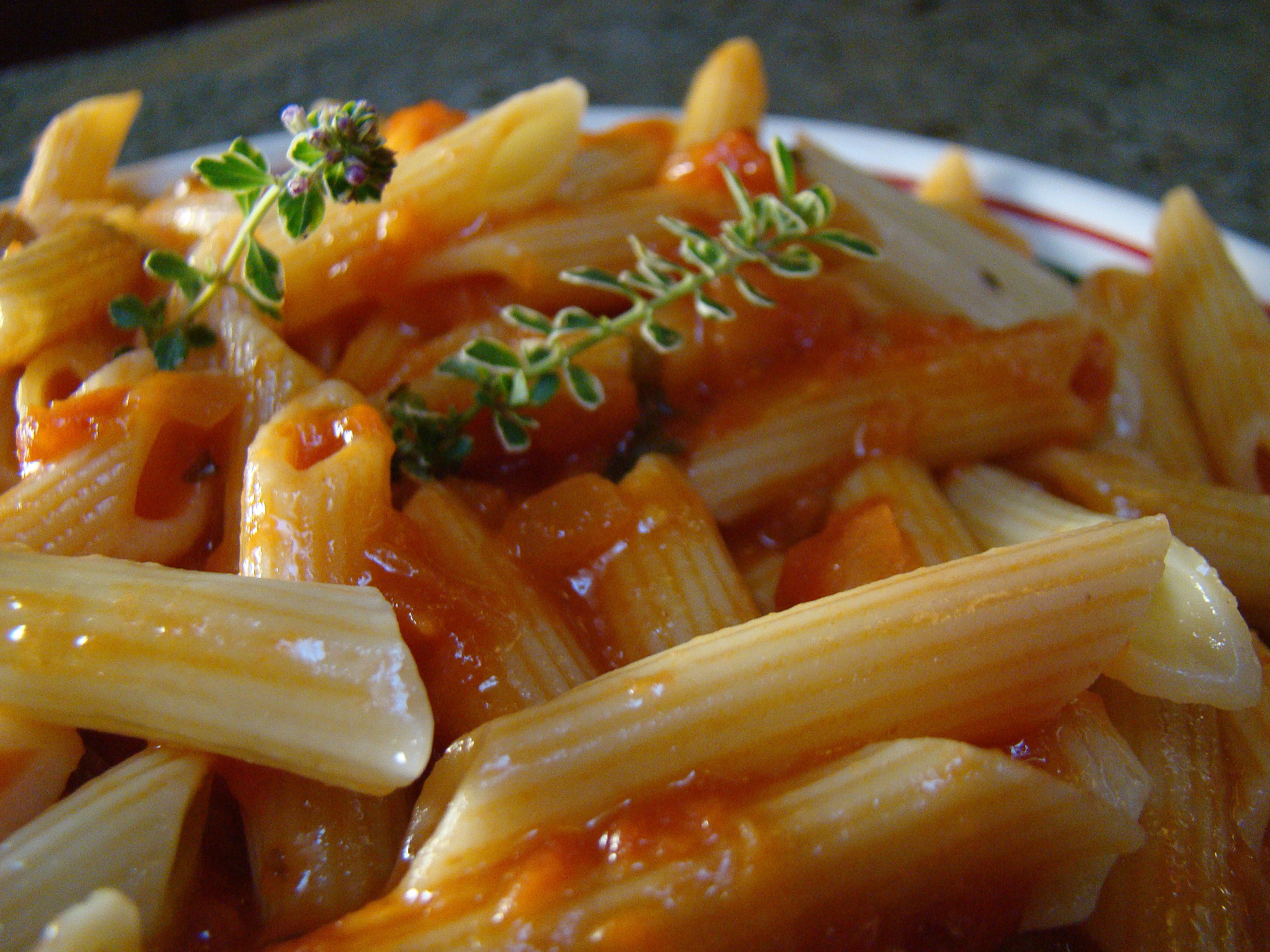
ペンネ・アラ・ウォッカ

1980年代にはペンネとウォッカをベースにしたペンネ・アラ・モスクヴィタ（モスクワ風ペンネ）と呼ばれる、スモークサーモン、クリーム、キャビア（またはクリームとエビ）を使用したペンネが非常に人気になった。伝統的なイタリア料理と比較して調理法が特徴的で目新しいことから、この料理は"ペンネ・アラ・ウォッカ"という総称でエミリア＝ロマーニャ州の海岸付近のディスコで普及し始めた。
2016年10月25日、イタリア菓子およびパスタ産業協会は1980年代のペンネ・アラ・ウォッカのレシピを再発見し、モスクワで開催された第18回世界パスタデーの際にイタリアとロシアの友好の象徴としてそれを提案した。このイニシアチブは成功したので、アメリカの研究ではペンネ・アラ・ウォッカは検索エンジンの中で、ペンネ・アラ・ボロネーゼに次ぎ2番目に人気のあるパスタ料理であるとしている。

## 構成

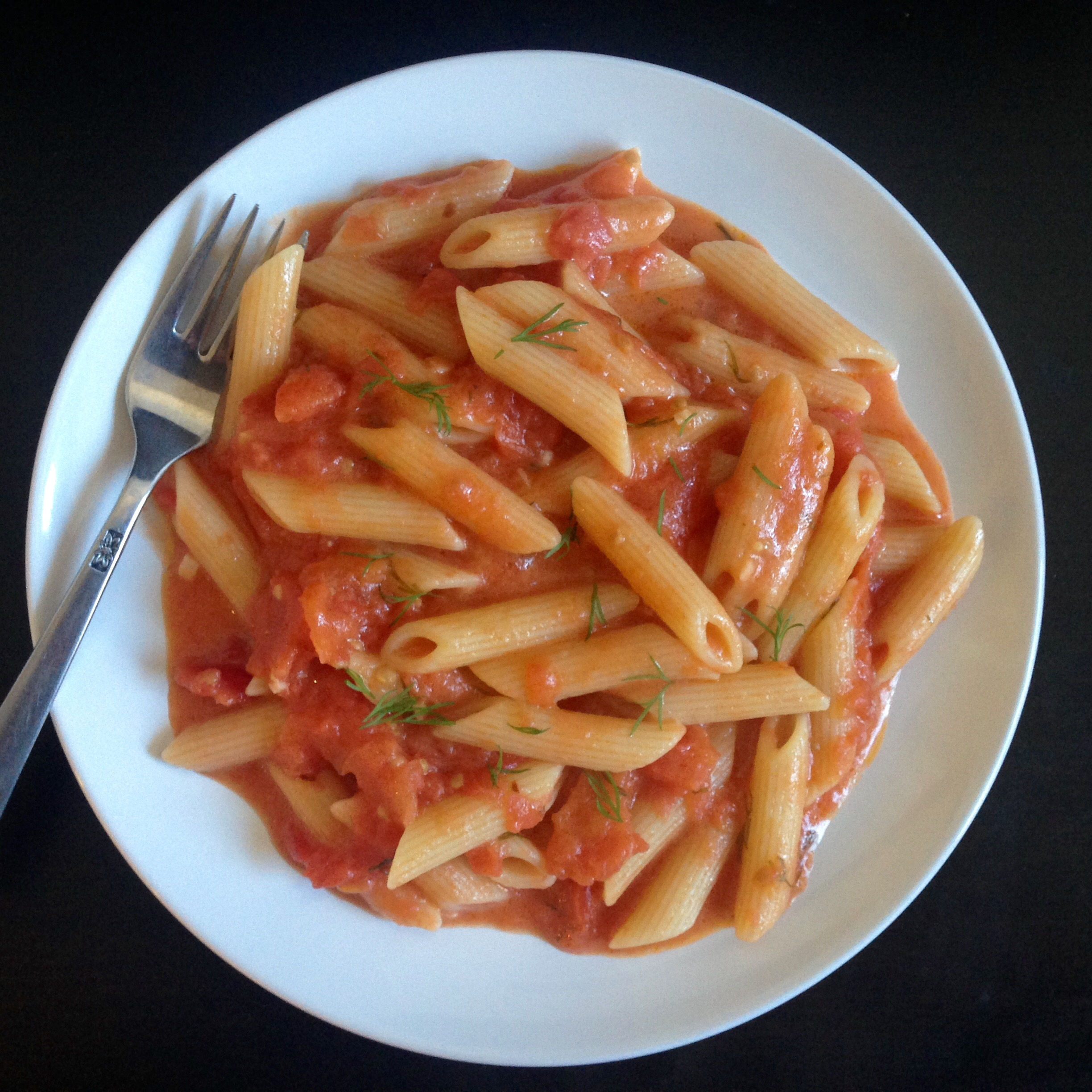
ペンネ・アラ・ウォッカ

通常、クリームソースには油が含まれているが、これにトマトソースを混ぜるとトマトの酸がソースの油を分離してしまう。しかしながら、ペンネ・アラ・ウォッカではウォッカが乳化剤として作用し油の分離を防ぐため、イタリア料理としては珍しくトマトソースもしくはマリナーラソースとクリームソースが混ぜられている。
また、ウォッカはトマトから特定の風味を出すと考えられている。これは他のウォッカソースでも見られる。